# Marchuquera

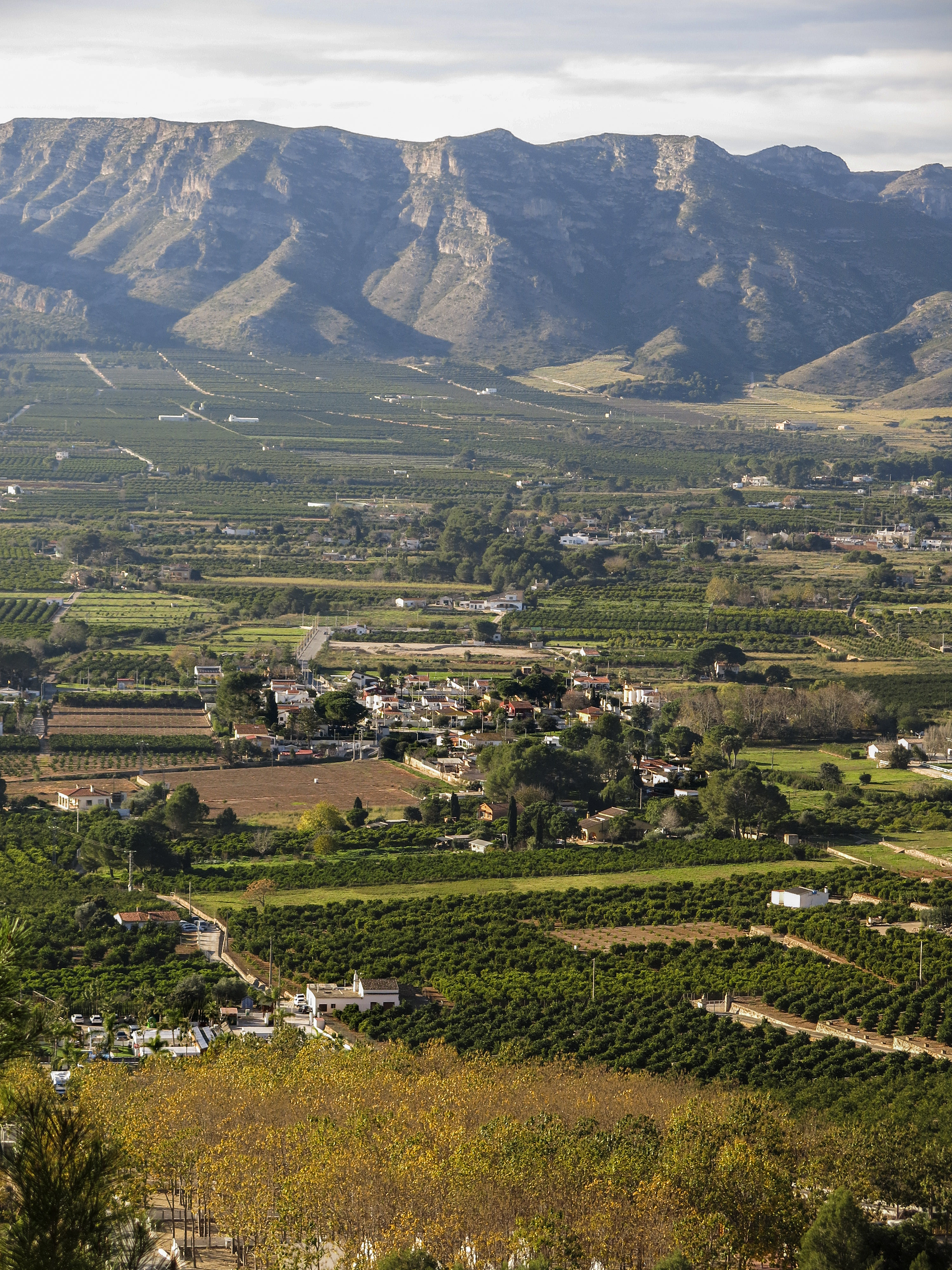
Marxuquera, la Safor.

Marchuquera (en valenciano Marxuquera) es un caserío y una partida extramunicipal repartida entre los municipios de Gandía, Palma de Gandía, Ador y Alfahuir, en la comarca de La Safor (Valencia) España. Cuenta con unos 934 habitantes repartidos en un pequeño núcleo histórico y diferentes urbanizaciones, además de gran cantidad de casas diseminadas. La mayor parte de la partida rural pertenece al término municipal de Gandía. La partida está formada por un extenso plano, cerrado al norte por el macizo del Mondúver, al este por la Sierra Falconera, al oeste y al sur por la Sierra Grossa y las últimas estribaciones del Buixcarró y el Vernisa. Su extensión es de unas 750 hectáreas, que equivalen al 12,21% del término municipal de Gandía, más el enclave de Ador (3,53 km²), que forma una larga franja de territorio entre los términos de Gandía y Palma de Gandía, a lo largo del curso del barranco de Lloret.
La carretera Gandía-Simat de Valldigna cruza Marchuquera desde Gandía y hacia La Valldigna, pasando por La Drova y Bárig, a través del cuello de los Caracoles. El Barranco Verde discurre por el sur del llano, y por el norte lo hace el Barranco de Marchuquera, también conocido como Barranco de San Nicolás o de Beniopa. Los accidentes naturales separan Marchuquera en dos partes bien definidas, dejando en el centro la Sierra Falconera y determinando así el límite entre la Marchuquera Alta y la Baja, exactamente divididas por el Racó de Tomba.
Gracias a su clima, protegido por las montañas y en consecuencia, el alivio de los vientos que por allí se da, Marchuquera ha sido históricamente un lugar propicio para el asentamiento humano.

## Historia
Por toda Marchuquera podemos encontrar numerosos vestigios de poblamiento humano a lo largo de la historia. La etimología de su topónimo equivaldría a "llano litoral". Es geofísicamente un complejo cárstico, característica que explica la formación de numerosas cuevas, muchas de ellas pobladas -como la Cova de les Meravelles o la del Parpalló, uno de los primeros enclaves poblados de forma permanente en el Mediterráneo peninsular y uno de los yacimientos arqueológicos más importantes de Europa -por cantidad de hallazgos- en la prehistoria.
También hay indicios de poblamiento musulmán, señalado por la presencia del llamado "Morabito", una especie de vivienda o corral de animales con características de las construcciones musulmanas, del que todavía no se ha llegado a un consenso sobre el uso que tuvo en su tiempo. Había también otra construcción similar, a pocos metros de ésta y que conectaba ambas mediante un túnel, pero fue derribada por los entonces propietarios del terreno y nadie se preocupó por preservarla.
Una característica del valle de Marchuquera es que ha sido dividido históricamente entre diferentes términos municipales. En la Edad Media, a principios del siglo XV, se lo repartían los términos de Bairén, Borró y Palma, los tres pertenecientes al ducado de Gandia. Todavía hoy en día las tierras de esta unidad territorial que es Marchuquera se dividen entre varios términos municipales, como hemos visto.
La historia de la actual población de Marchuquera empieza con la tranformación de sus tierras en cultivos de secano, creándose en la segunda mitad del siglo XIX en Marchuquera Alta una comunidad de propietarios de estos terrenos, muchos de los cuales no vivían en Marchuquera, si no en Beniopa, Benipeixcar, Benirredrá, Gandía, Palma de Gandía, Ador, Rótova o Alfahuir. Se reunían cada mes de enero para tratar temas de sus tierras en las Escuelas Pías de Gandía y había un representante de cada uno de estos pueblos en la junta directiva.
Durante la década de 1870 las zonas vitivinícolas de España sufrieron la gran plaga de la filoxera, que acabó con muchos de los viñedos. Así, familias de estas áreas afectadas, sobre todo de La Marina (Pedreguer, y Jalón principalmente), zona alicantina tradicionalmente dedicada al cultivo de viñedos, se reubicaron en Marchuquera, donde empezaron a trabajar como caseros y labradores para los dueños de las tierras.
Gran parte de las actuales familias de Marchuquera son aún descendientes de los primeros pobladores de ésta, que venían de Pedreguer, Jalón, Benipeixcar, Rótova, Gandía o Bárig. Marchuquera funcionó durante algunos años como municipio independiente, hasta que se anexionó a Gandía.
A partir de la década de los cincuenta del siglo XX, hubo una serie de acciones que transformaron la vida de los marchuquereros, como el asfaltado de la carretera de Gandía a Bárig, pero sobre todo, el inicio de la transformación de las tierras tradicionalmente de secano en regadíos y la emigración de las familias a Gandía con la venta de sus tierras a gandienses, que las transformaron en hanegadas de naranjal. Los que se quedaron, también transformaron sus tierras al monocultivo de los cítricos. A partir de los setenta, parte de los emigrados a Gandía y otros nuevos, volvieron con la mejora de la habitabilidad de las casas y la introducción de los electrodomésticos, pero ya muchos como segunda residencia. Así comenzaba la urbanización unifamiliar en forma de chalés que actualmente caracteriza a Marchuquera como una zona residencial.
Históricamente, el nombre de Marchuquera es extensivo a todo el valle, que abarca hasta los límites de Rótova, Palma de Gandía, Beniopa y La Drova. Pero lo que determinó su identidad es el caserío que se levantó en torno la Ermita, dedicada a la Virgen del Mondúver. Actualmente, además de este núcleo originario y las casas de campo dispersas, comprende también todo el conjunto de urbanizaciones asentadas en las dos Marchuqueras, la Alta y la Baja: la Ermita (Ermita I y Ermita II), Barranc Blanc, Xauxa, Montepino, Montesol, Las Cumbres, Racó de Tomba, Racó del Niu, Racó dels Frares, Santa Marta y Molló de la Creu (Molló I y Molló II).
Según el INE, en 2007, Marchuquera Baja tenía 351 habitantes y Marchuquera Alta, 583 hab.

## Lugares de interés
Son varios los lugares visitados asiduamente en Marchuquera, debido principalmente a su diversidad ambiental y paisajística, pero también histórica y cultural.
- Su gran parque, conocido popularmente como parque del campo de fútbol (campo en desuso desde hace unos años atrás) y sus instalaciones para barbacoas, fue durante las décadas de los 80, 90 y 2000, uno de los lugares preferidos de los gandienses donde ir a pasar el domingo en familia o entre amigos, con una paella o barbacoa. Actualmente seguimos encontrando gente de Gandía y los alrededores que va a pasar el día, aunque la afluencia ha disminuido notablemente desde la crisis económica de 2008, junto a unos años en que se prohibió el uso de las construcciones para barbacoas allí presentes (ahora de nuevo en funcionamiento después de rehabilitarlos siguiendo las nuevas normativas).

- La Fuente de Lloret, un paraje natural y fuente de la que se abastece gran parte de la huerta de Marchuquera y que forma parte de su historia. La canalización de sus aguas permitió la extensión de los cultivos de regadío en Marchuquera y favoreció el poblamiento del enclave. Se trata de uno de los lugares más queridos por la población local.

- Cova de les Meravelles, donde se han encontrado restos prehistóricos que la sitúan como una de las primeras zonas habitadas de la península ibérica y de Europa. Esta cueva se sitúa en la vertiente oeste de la Sierra Falconera, por lo que fue utilizada a lo largo de la historia como abrigo para pastores de ovejas y sus rebaños, así como lugar de esparcimiento para los niños de Marchuquera. Encontramos en esta cueva grabados y pinturas del Paleolítico Superior, que junto a la cercana Cueva del Parpalló, hacen de Marchuquera uno de los enclaves más importantes del Paleolítico a nivel Europeo, aunque tristemente es un recurso turístico y divulgativo poco explotado. Son representativos de la Cova de les Meravelles cuatro de sus grabados, entre los que destaca el grabado completo de un caballo. También se han encontrado monedas de la época ibérica y romana, junto con restos de cerámica, que hacen especular sobre su posible uso ritual entre el primer milenio a. C. y el primero d. C. Hecho curioso es la peculiaridad de su topónimo, largamente repetido a lo largo de toda la geografía valenciana.

- La Cueva del Parpalló, que se sitúa en el macizo del Mondúver, en el paraje natural municipal Parpalló-Borrell, aún en término municipal de Gandía, acotando con el de Bárig. Se accede por la carretera Gandía-Bárig (conocida como "la carretera de Bárig"), antes de llegar a La Drova. Se trata de uno de los yacimientos del Paleolítico Superior más importantes de Europa y está catalogado como Bien de Interés Cultural (BIC), incluido en la lista del Patrimonio Mundial de la UNESCO debido a su importante conjunto de arte rupestre. Fue una de las primeras zonas habitadas por el Homo Sapiens en el levante peninsular. En 1929, después de los primeros hallazgos, se cerró al público para su estudio y acondicionamiento, reabriendo en el año 2014, después de una larga espera de 85 años, con el objetivo de difundir su patrimonio histórico, artístico y cultural. Como anécdota, destacar que su nombre proviene de un pequeño pájaro conocido en valenciano con el nombre de Parpalló (avión zapador), que era habitual en la zona. El centro de interpretación del paraje natural municipal Parpalló-Borrell se encuentra en la entrada del camino que llega hasta la cueva, y en él ofrecen información de la cueva además de todo el lugar, así como visitas guiadas.

- El paraje natural municipal Parpalló-Borrell, que, como su nombre indica, aglutina dos zonas diferenciadas, divididas por la llamada carretera de Bárig: la zona del Parpalló, al este de esta si nos dirigimos en dirección Gandía-Bárig -donde se encuentra la anteriormente mencionada Cueva del Parpalló- y la zona del Borrell, al oeste de la mencionada carretera. Un espacio protegido de 549ha con una microrreserva protegida de mariposas. Dentro de este paraje, destaca, además de la Cueva del Parpalló, la zona del Borrell, nombre derivado del barranco de Borrell que discurre por esta área, y con una ruta entre la naturaleza que incluye la famosa estructura natural de El Portalet. Se trata de un gran arco de piedra formado de manera natural. Esta fue durante la Guerra Civil Española y la posguerra zona habitual de escondite de los maquis y también fue el camino de paso entre la población de Pinet y Marchuquera, ya que muchos de sus habitantes trabajaban en el campo de Marchuquera y se desplazaban cada fin de semana por estas sendas para ir del trabajo a casa y de casa al trabajo. Este paraje natural cuenta con su centro de interpretación, a la entrada del camino que llega a la Cueva del Parpalló. La zona del Borrell sufrió intensamente los efectos de un devastador incendio en agosto de 2018, originado en Luchente y que llegó hasta el núcleo urbano de Marchuquera, arrasando con la mayor parte de la vegetación de la zona. Durante los años 2018 y 2019 el Ayuntamiento de Gandía realizó trabajos de limpieza, adecuación y reforestación en la zona, con ayuda de la Generalidad Valenciana y también canalizando la voluntad pública de reconstrucción a través del proyecto Marxuquera Verda (Marchuquera Verde), un proyecto de readecuación y reforestación con métodos no invasivos. La asociación local Grup d'Amics de la Natura de Marxuquera, por su propia cuenta, también solicitó al Ayuntamiento de Gandía el permiso de trabajo para una parcela de propiedad pública en la zona afectada por el incendio, con la concesión del cual realizó tareas de adecuación y reforestación durante todo un año, hasta la obligatoriedad de cuarentena por la pandemia global de coronavirusPandemia de coronavirus de 2020 en España en 2020.

- El "Morabito" es una polémica construcción con características árabes, en la parte oeste de la sierra Falconera. Relativamente cerca de la Cova de les Meravelles. Las investigaciones han variado a lo largo de los años entre las opiniones que apuntan a que esta construcción era, al principio, un simple corral para los animales en la época, una especie de santuario musulmán al modo de las ermitas cristianas, como los que existen en el norte de África, o un pequeño nevero de transición entre los que existen en zonas de montaña más altas, como Bárig, y poblaciones costeras como Gandía. Esta construcción estaba dentro de la propiedad de un terreno agrícola hasta que el Ayuntamiento de Gandía lo adquirió, tiempo durante el cual se dejó estropear. Actualmente se encuentra en labores de acondicionamiento para su puesta en valor. Cabe destacar que, hace menos de 50 años existía una segunda construcción igual que está situada a escasos metros, ambas comunicadas por un estrecho túnel. Este hecho es poco conocido, incluso entre los arqueólogos que trabajan en la zona, pero es un hecho conocido por la gente mayor local, ya que los anteriores propietarios del terreno, en vista de que las construcciones tenían un valor cultural y ciertos colectivos mostraban cierto interés en preservarlo, intentó deshacer todo lo posible, derribando esa segunda construcción e intentándolo con el actualmente conocido como "Morabito". Este último no lograron derribarlo porque las autoridades pertinentes comenzaron a ponerlo en valor antes de que lo consiguiera.

- El Monasterio de San Jerónimo de Cotalba (monasteri de Sant Jeroni de Cotalba). Se trata de un convento fundado en 1388, construido entre los siglos XIV y XVIII, localizado en la franja de Marchuquera perteneciente al término municipal de Alfahuir. Es una de las construcciones monásticas más notables dentro de la Comunidad Valenciana, hecho acentuado por su gran variedad estilística que va desde el gótico medieval al neoclásico, pasando por los estilos mudéjar, gótico valenciano, renacentista y barroco, debido a la extensión del tiempo de construcción. El monasterio fue mandado a construir por el Duque Alfonso de Aragón y Foix (conocido como Alfonso el Viejo) -, por entonces señor de Gandía, nieto del rey Jaime I y primo de Pedro IV el Ceremonioso- sobre la colina de Cotalba. Cedió este terreno a una comunidad jerónima de Jávea para que se traslada, debido a las continuas incursiones por parte de piratas berberiscos en la costa valenciana y el secuestro de monjes para pedir rescates. Así, el monasterio de San Jerónimo de Cotalba se convirtió en la Casa Madre de la Orden de San Jerónimo, al ser el primer monasterio de esta comunidad en establecerse en la Corona de Aragón. El encargado de organizar la edificación del monasterio fue Pere March, padre del conocido poeta valenciano Ausiàs March, como mayordomo de lo que entonces era el señorío de Gandía, más tarde ducado. Tanta relación había entre la familia March y el Convento de San Jerónimo, que muchos de los miembros de esta familia fueron enterrados allí. Este monasterio se convirtió en el centro espiritual y cultural de la corte del Ducado de Gandía y de lo que hoy es la comarca de Safor.

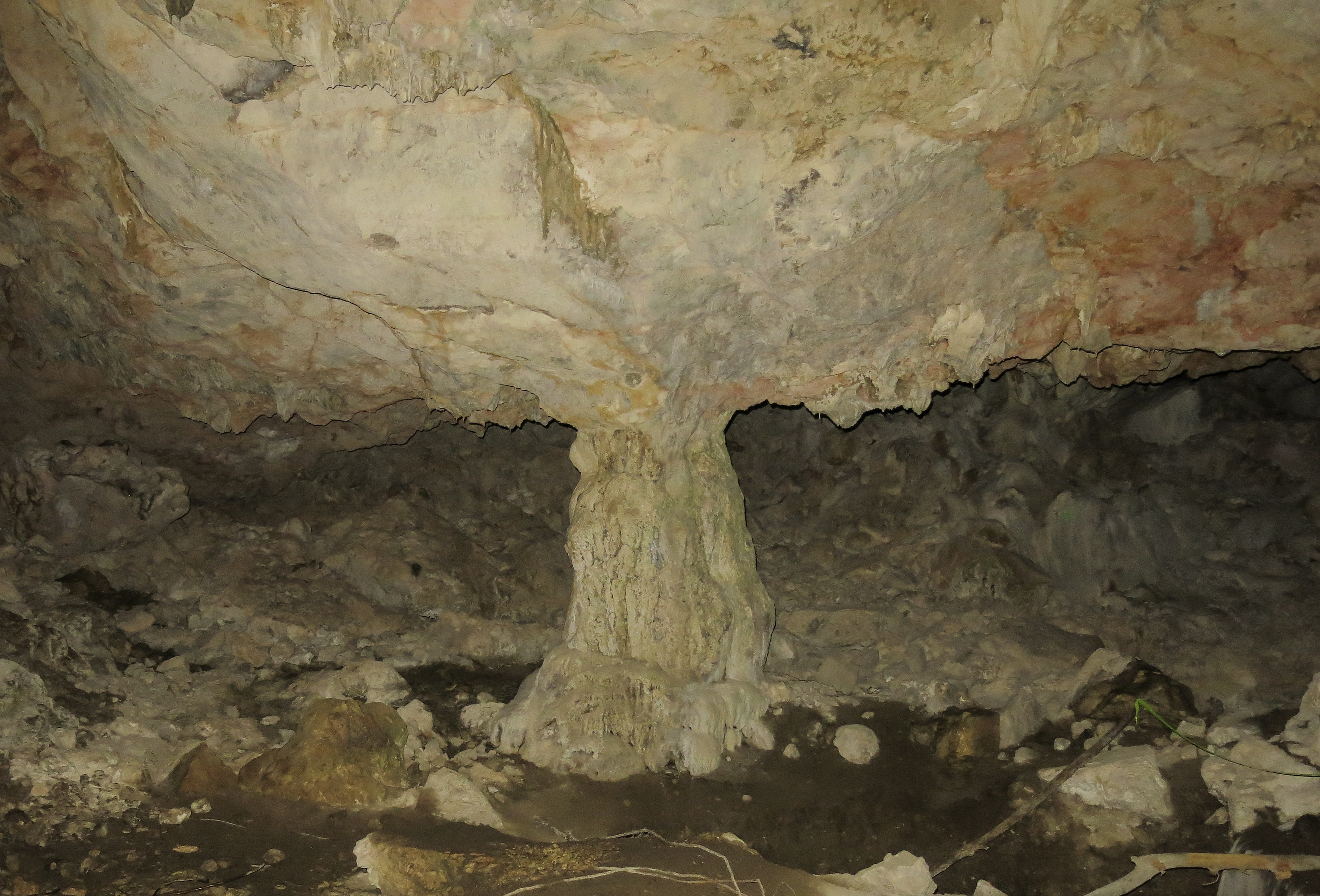
Cova Negra (Sierra Falconera)

- Cova Negra, otro topónimo que se repite en muchas poblaciones valencianas, es una cueva pequeña y de menor importancia que las comentadas anteriormente, situada en la sierra Falconera, cerca de la Cova de les Meravelles. La entrada a la cueva fue derribada hace años y solo queda un acceso de tipo "chimenea".

- La Coveta de les Tres (la Cuevecita de las Tres) es una pequeña cavidad, también en la sierra Falconera, muy poco conocida incluso por la población local. Se encuentra en una zona escondida y de difícil acceso, sin senda. La entrada es descrita como un agujero vertical en el suelo, tan estrecho que sólo cabe una persona para entrar y salir, con poco más que el diámetro de la cintura. Una vez dentro, la cueva tiene una pequeña sala. La entrada a esta cueva permanece tapada por una gran roca, colocada para evitar que algún despistado pueda caer dentro sin darse cuenta.

- La Mina de l'Aigua (Mina del Agua), que es una serie de construcciones realizadas en la primera mitad del siglo XX para canalizar el agua proveniente de la Font de Lloret para abastecer de riego los campos de Marchuquera, que habían sido reconvertidos del secano al regadío. Estas construcciones siguen el curso del barranco de Lloret y terminan en el parque del campo de fútbol de Marchuquera, donde todavía se puede ver el antiguo lavadero.

- En Marchuquera se encuentran numerosas sendas y rutas de montaña, que comienzan y terminan dentro de la partida de Marchuquera o bien continúan hacia otras poblaciones. Además de las rutas que conducen a las diferentes cuevas mencionadas, y las rutas que discurren por los parajes naturales municipales, también encontramos sendas casi en desuso que conectan Marchuquera con poblaciones como Pinet y Luchente, utilizadas antiguamente como vía de paso habitual, o de otras que llegan hasta Gandía atravesando la Falconera. Una de las rutas más importantes que arranca de Marchuquera es la GR-236, la Ruta de los Monasterios, inaugurada en 2018, que comienza en el monasterio de San Jerónimo de Cotalba y pasa por 4 monasterios más: el monasterio del Corpus Christi de Luchente, el monasterio de Santa María de la Valldigna en Simat de Valldigna, el monasterio de Aguas Vivas en Carcagente y finalizando en el monasterio de La Murta, en Alcira. Por lo tanto atraviesa tres comarcas valencianas: Safor, Valle de Albaida y Ribera Alta. Se puede realizar en cuatro modalidades diferenciadas: a pie, en coche, en bicicleta o a caballo, con itinerarios distintos.

- La Peña Roja (Penya Roja), otro topónimo repetido en varias poblaciones valencianas, es una montaña situada en la parte derecha de la carretera de Bárig, viniendo desde Gandía, frente a la sierra Falconera. Se trata de un lugar famoso y de visita habitual entre los escaladores aficionados valencianos, ya que se trata de una zona fácil de escalada apta para principiantes.

## Equipamientos públicos
- La ermita de Marchuquera. Se trata del elemento más reconocido de la partida de Marchuquera. La ermita alrededor de la cual fue creciendo el núcleo urbano más grande -aunque pequeño en realidad- de Marchuquera. Esta ermita fue construida por los propios habitantes de la zona, en un acto solidario y de hermandad del pueblo para el pueblo. Sin embargo, tanto la ermita, como la plaza de la ermita (conocida localmente como "la placeta") y la edificación anexa a la ermita construida con fondos públicos, fueron inscritos como propiedad de la Iglesia amparándose en los artículos 206 y 304 de la Ley y el Reglamento Hipotecario, que permite a los obispos emitir certificados de dominio con la misma validez como si fueran funcionarios públicos.

- El centro social, sede de la Junta de Distrito de Marchuquera y de varias asociaciones del barrio, así como lugar de encuentro de los vecinos. Se trata de un centro social construido en 2010 para proporcionar un espacio asociativo y vecinal en el barrio gandiense de Marchuquera, que tomara el testigo del antiguo centro social, aún existente, que se había quedado insuficiente tanto por espacio como por equipamiento. Además, dicha edificación, aunque fue construida con dinero público, fue adscrita por la Iglesia junto a la vieja plaza y el propio edificio eclesiástico de la ermita, por lo que no se podía hacer un uso público adecuado.

- Campo de fútbol de arena y campo de futbito de hormigón. Estos fueron construidos junto a un gran parque de zona verde con equipamiento para la realización de barbacoas, por lo que durante los años de bonanza económica, entre los años 80 y los 2000, se llenaba de gente cada fin de semana y durante días festivos, que iban a comer o a pasar el día. El campo de fútbol de arena fue utilizado durante varios años como campo de entrenamiento ocasional por algunas escuelas de fútbol de Gandía. Desde la crisis de 2008 en adelante, fue disminuyendo la cantidad de gente que acudía a pasar el día en el parque, así como el mantenimiento del campo de arena y el de futbito, dejando también de acudir equipos gandienses a entrenar. Como consecuencia, el campo de fútbol de arena se volvió impracticable con el paso del tiempo y, tras el incendio del Borrell en 2018, fue utilizado como vertedero de madera quemada, a día de hoy, en 2024, ya ha sido despejado. En los últimos tiempos han surgido propuestas de rehabilitación del espacio para convertirlo en una zona donde acoger mercados de productos de la tierra y otros tipos de eventos.

## Gastronomía
La gastronomía de Marchuquera es un buen ejemplo de la dieta mediterránea. La alimentación se basa en frutas y hortalizas de la huerta y la paella, destacando también el arroz al horno y el arroz caldoso. Todo esto junto con carne de la tierra, sobre todo pollo y conejo. Algunos platos típicos, además de los arroces mencionados, son las "coques de dacsa" (tortitas de maíz acompañadas de atún y huevo rayado), las "coques" de tomate, pimiento y atún al horno, el bonito al horno, y el conejo o el pollo al ajillo.

## Vida asociativa
En Marchuquera podemos encontrar varias asociaciones culturales:
- Associació de Veïns Independent i Progressista de Marxuquera Alta (Asociación de Vecinos Independiente y Progresista de Marchuquera Alta): una de las primeras asociaciones de vecinos de Gandía y de La Safor, que reúne demandas de los vecinos locales para el contacto y debate con la Junta de Distrito de Marchuquera, y así con el Ayuntamiento de Gandía. Con el paso de los años y el crecimiento de las diferentes urbanizaciones de Marchuquera, fueron surgiendo nuevas asociaciones de vecinos en cada urbanización.

- Associació de Festes de Marxuquera (Asociación de Fiestas de Marchuquera): asociación de festeros y festeras que se ocupa de la gestión y celebración de las fiestas patronales en honor a la Virgen del Mondúver, alrededor del 15 de agosto, y de otras fiestas y eventos realizados a lo largo de todo el año, dirigidos por una comisión de fiestas elegida cada año.

- Associació Grup d'Amics de la Natura de Marxuquera (Asociación Grupo de Amigos de la Naturaleza de Marchuquera): asociación fundada 1996 como grupo excursionista que poco a poco fue derivando en un grupo en defensa de la naturaleza y el medio ambiente, sin dejar de lado la parte excursionista. El año 2019 contaba con más de 100 socios de diversas poblaciones de La Safor. Su evento anual más destacado es la subida nocturna al Mondúver, que ha llegado a congregar algunos años a más de 300 personas.

- Associació d'Ames de Casa de Marxuquera (Asociación de Amas de Casa de Marchuquera): asociación que realiza actividades para la animación y ocio de amas de casa de Marchuquera.

## Fiestas
Las fiestas patronales de Marchuquera se celebran durante varios días, dependiendo del año, alrededor del día 15 de agosto, en honor a la Virgen del Mondúver. De las fiestas se encarga la Asociación de Fiestas de Marchuquera, mediante una comisión de festeros, que organizan fiestas y cenas durante todo el año (Navidad, Año Nuevo, Carnaval, hogueras de San Antonio, Romería de mayo, las fiestas patronales de agosto, Halloween, Cena del Pobre, etc.).
Las fiestas patronales se inician con la tradicional cena de "La lligà del gos" (la atada del perro), y el resto de días podemos encontrar las típicas noches amenizadas por orquestas o discomóviles, juegos para los niños, cabalgata de disfraces, etc., destacando también la procesión en honor a la Virgen del día 15.

## Otros aspectos
La lengua madre en Marchuquera es el valenciano. Al ser un lugar con población claramente envejecida, son muchos mayores los que han recibido pocos estudios o ninguno, y la lengua transmitida de padres a hijos era el valenciano. Muchos mayores no saben hablar de forma correcta el castellano, aunque se defienden, y se nota rápidamente en la pronunciación. Asimismo, el valenciano en Marchuquera conserva ciertas peculiaridades lingüísticas: entremezcla el valenciano estándar con el apitxat gandiense, y esto junto con la influencia del castellano crea malos usos de la lengua peculiares.
Existe también gran afición a la pelota valenciana, en especial la modalidad de raspall. Durante los años 90 y la década de los 2000, durante los meses de verano, todos los sábados por la tarde se jugaban partidas de pilota-raspall por grupos en la calle Camí Tohuero, conocida como "el carreret". El mantenimiento de esta tradición permitió que durante los últimos años se creara una escuela de pelota valenciana-raspall para los niños, que compitió a nivel autonómico e incluso quedó campeón. Sin embargo, esta escuela desapareció debido a los pocos niños que hay en Marchuquera, y por tanto, la falta de alumnado. A partir de 2010 la tradición fue perdiendo fuerza y actualmente son muy pocas las ocasiones en que se celebran partidas.

### Transportes
La línea 5 de L'Urbanet conecta este municipio con Gandía
- Datos: Q9028627
- Multimedia: Marxuquera / Q9028627